# Scaphisme
Le scaphisme est un mode d'exécution attribué aux Perses antiques, dans lequel le corps de la victime, à l'exception de la tête, des mains et des pieds, est enfermé dans un réceptacle, nourri (et recouvert) de lait et de miel ; la mort est causée par les insectes qui se nourrissent des déchets alimentaires et prolifèrent autour et à l'intérieur de la victime.
Cette pratique est généralement considérée comme une fiction : les sources perses ne la mentionnent jamais, la seule description primaire se trouvant chez Plutarque. Les spécialistes de Plutarque pensent que sa relative antipathie pour les Perses peut lui avoir fait emprunter sans critique cette description à Ctésias, connu (et reconnu par Plutarque lui-même) comme une source peu fiable,,.
Ce mot vient du grec σκάφη (skaphè, pl. skaphai), qui peut désigner tout corps creusé, en particulier une auge ou une barque.

## Sources historiques
Plutarque rapporte dans sa biographie du roi de Perse Artaxerxès II (IVe siècle/Ve siècle av. J.-C.) que cette peine fut appliquée à un Perse du nom de Mithridate, qui s'était vanté d'avoir tué au combat Cyrus le Jeune, frère ennemi du roi, ôtant ainsi au roi l'honneur de ce fait d'armes. Plutarque décrit le supplice ainsi (traduction d'Amyot, légèrement modernisée) :

« L'on prend deux auges, faites exprès si égales que l'une n'excède point l'autre en longueur ni en largeur, et l'on couche sur les reins à la renverse celui qu'on veut punir, dedans l'une d'icelles, et puis le couvre l'on de l'autre, et les coud-on l'une à l'autre : de sorte que les pieds, les mains et la tête du patient sortent dehors par des trous que l'on y fait expressément : le demeurant du corps demeure couvert et caché au-dedans. On lui donne à manger tant comme il veut, et s'il ne veut manger, on le contraint par force en lui poignant les yeux avec des alênes : puis quand il a mangé, on lui donne à boire du miel détrempé avec du lait, et on lui en verse non seulement en la bouche, mais aussi sur tout le visage en le tournant de sorte que le soleil lui donne toujours dedans les yeux, tellement qu'il a la face sans cesse toute couverte de mouches, et faisant dedans ces auges toutes les nécessités qu'il est force que l'homme buvant et mangeant fasse, il vient à s'engendrer de l'ordure et pourriture de ces excréments, des vers qui lui rongent tout le corps jusques aux parties nobles : puis quand ils voient que le patient est mort, ils lèvent l'auge de dessus et trouvent sa chair toute mangée par cette vermine qui s'engendre, jusque dans ses entrailles. Mithridate donc après avoir langui l'espace de dix-sept jours en cette misère, finalement mourut à toute peine. »

On le retrouve décrit dans les siècles suivants par plusieurs auteurs, qui semblent eux-mêmes s'appuyer sur Plutarque :
- le néoplatonicien Eunape de Sardes, qui reproduit à peu près la description de Plutarque dans son ouvrage De Vitis Philosophorum au début du Ve siècle (il propose de plus que les Perses appelaient ce supplice skapheusis) ;
- le chroniqueur byzantin Jean Zonaras au XIIe siècle ;
- Antonio Gallonio (Trattado degli instrumenti di martirio …, Rome, 1591 ; tr. fr. Traité des instruments de martyre et des divers modes de supplice employés par les païens contre les chrétiens; tortures et tourments des martyrs chrétiens, 1605)
- Johann Jacob Hofmann, Lexicon Universale, 1698.

Ces ouvrages font la comparaison avec les supplices infligés aux martyrs du christianisme primitif, par exemple à saint Marc d'Arethusa (Syrie), qui, lié à un arbre et enduit de miel et d'un bouillon de poisson, fut piqué à mort par des guêpes et des moustiques.
Cœlius Rhodiginus (1469-1525) mentionne dans ses Lectiones antiquae une peine analogue de l'Antiquité, le cyphonisme, dans laquelle le condamné était lié à un pilori (cyphon), enduit de miel et exposé aux insectes.